# Нашествие младенцев
«Нашествие младенцев» (англ. Baby Invasion) — экспериментальный триллер американского режиссера Хармони Корина, созданный при участии его продюсерской компании EDGLRD. Картина выполнена в стилистике видеоигры от первого лица с элементами стриминга и интерактивности.
Мировая премьера состоялась 31 августа 2024 года на 81-м Венецианском кинофестивале. В США фильм был показан 23 сентября того же года на фестивале Fantastic Fest (Остин). Онлайн-релиз состоялся 21 марта 2025 года.

## Сюжет
Фильм начинается с интервью разработчицы запрещенной игры Baby Invasion, которая рассказывает, что несмотря на официальный запрет, игра появилась в даркнете. Внутри неё игроки в составе команды совершают ограбления в домах богатых людей, убивая их, выполняя задания и участвуя в мини-играх.
Персонажи носят маски младенцев, сгенерированные нейросетями. Весь фильм является стримом с игровым интерфейсом: зрители комментируют действия игроков в реальном времени, периодически в течение игры всплывают реклама и уведомления. Игра показывает происходящее от лица одного из игроков, при этом ракурсы постоянно меняются.
Сюжет фокусируется на пятерых участниках, обозначенных цветами (Синий, Красный, Зелёный, Оранжевый, Фиолетовый), которые захватывают особняк и берут в заложники его обитателей. Позже герои начинают вести себя как хозяева дома: расслабляются, купаются в бассейне и исследуют территорию. Над побережьем они замечают кролика, парящего в небе — мотив, часто встречающийся в работах Корина, где он служит символом подавленных желаний или некой потусторонней силы.
После убийства жильцов группа отправляется в другой роскошный дом, где повторяется аналогичный сценарий. В середине фильма зрителю показывают одного из игроков — человека в маске, сидящего за компьютером. В финале фильма снова демонстрируется интервью с создательницей игры, в котором она предупреждает об опасности Baby Invasion и признаёт, что остановить распространение игры уже невозможно.

## В ролях
● Хуан Бофилл — Синий
● Шон Томас — Красный
● Стивен Родригез — Зелёный
● Антонио Джексон — Оранжевый
● Тедж Лимлас Ли — Фиолетовый

## Производство
В интервью Variety Хармони Корин назвал «Нашествие младенцев», как и свой предыдущий фильм «Aggro Dr1ft», примерами «пост-кино» — формата, выходящего за рамки традиционного кинематографа. Визуальные эффекты для картины были созданы с применением игровых движков и генеративного ИИ.
Оригинальный саундтрек написал британский электронный музыкант Burial. По словам Корина, они никогда не встречались лично: всё общение происходило в Discord и через PlayStation 5, через которую и была передана финальная музыка.

## Премьера и релиз
Премьера состоялась на 81-м Венецианском кинофестивале 31 августа 2024 года. Во время пресс-конференции Корин курил сигару, а рядом с ним находился режиссёр Гаспар Ноэ в ярко-зелёной маске. В своей речи Корин заявил, что считает гейминг и стриминг более актуальными формами творчества, чем традиционное кино. По его словам, «сегодня самые талантливые молодые умы уходят в цифровые форматы, и кино должно догонять».
Режиссер также отметил, что «Нашествие младенцев» является началом более масштабной истории. Он планирует выпустить несколько связанных фильмов с использованием ИИ и интерактивных технологий.
Фильм стал доступен на стриминговых сервисах 21 марта 2025 года.

## Критика
Фильм получил в основном сдержанные или негативные отзывы. На сайте Rotten Tomatoes у него 40 % положительных рецензий при средней оценке 5,0 из 10 (на основе 15 отзывов). На Metacritic — 36 баллов из 100 по данным 8 рецензий.
Критики отметили нестандартный визуальный подход и атмосферу, но указывали на отсутствие внятного повествования и эмоциональной глубины. Большинство рецензентов восприняли картину скорее как арт-эксперимент, чем как самостоятельное кино.